# Ралево
Ра̀лево е село в Северна България. То се намира в община Плевен, област Плевен.

## География
Селото се намира в Средна Дунавска ранина, на 13 km южно от гр. Плевен и на 22 km северно от гр Ловеч, на 3 km от главен път Плевен-Ловеч.

## История
Историята на селото датира от времето на османската власт. Първоначалните поселения на ральовчани са били около местността Пърчовица (главния път между Плевен и Ловеч), но притеснявани постоянно от турците, жителите решават да се изместят малко по-далеч от главния път. За целта намират една котловина на 3 km западно от пътя и се заселват там. Има легенда, която гласи, че поради чумната епидемия по тези земи селяните искали да се предпазят от чумата и обиколили селото с дървено рало, за да не може чумата да мине така наречената „бразда“ и да влезе в селото. И от там идва името на селото Ральово. Интересното е, че погледнато от въздуха, селото прилича на рало.

## Религии
Основната религия е източно православие. В селото има православен храм " Св.Св.Иван Рилски " единствен с това име в Плевенска Епархия

## Обществени институции
Кмет на селото от местните избори през 2015 г. Асен Гетов (МК „Плевен може – Плевен побеждава“)